# Калсонс, Ромуалдс
Ромуалдс Ка́лсонс (латыш. Romualds Kalsons; 7 сентября 1936, Рига, Латвия — 15 ноября 2024) — латвийский композитор и дирижёр. Народный артист Латвийской ССР (1986).

## Биография
Родился в семье фабриканта. Отец играл на аккордеоне.
Окончил музыкальное училище имени Я. Медыня (1955) как хоровой дирижёр и Латвийскую государственную консерваторию им. Я. Витола (класс композиции Адольфа Скулте, 1960; класс симфонического дирижирования Язепа Линдберга, 1971).
Работал звукорежиссёром Латвийского радио и телевидения (1957—1973). Преподаватель Латвийской музыкальной академии (с 1973), профессор (1988), руководитель кафедры композиции (1990—2005). Секретарь Союза композиторов Латвии (1984), заместитель председателя (с 1999).
Писал музыку к спектаклям Латвийского театра кукол, к художественным и мультипликационным фильмам Рижской киностудии.
Автор симфонической музыки, в том числе симфониетты (1964) и пяти симфоний (1965, 1968, 1972, 1974, 2005) для большого симфонического оркестра, двух камерных симфоний (1981, 1992), оркестровых «Свадебных песен» (1979), поэмы-фантазии (1975), «Ретроспекции» (1980), «Мозаики» (1991), серии инструментальных концертов: скрипичного (1977), кларнетного (1982), виолончельного (1970), «Concerto grosso» для солирующих валторны и трубы (1977), симфонических вариаций для фортепиано с оркестром (1978), оперы «Блудный сын» (либретто Ояра Вациетиса по драме Рудольфа Блауманиса, 1996), поставленной на сцене Латвийской Национальной оперы, хоровой «Мессы 1990», а также большого числа камерных произведений и вокальных циклов.
Много музыки Калсоном написано для детей. Его работам присущи меткость музыкальных идей, высокий эмоциональный тонус, неординарная выдумка, лиризм и национальное своеобразие, прекрасное чувство краски и специфики инструментов.
Был женат на певице-сопрано Ирене Калсоне, первой исполнительнице некоторых его вокальных опусов. Среди других активных пропагандистов произведений Калсонса дирижёры Василий Синайский, Товий Лифшиц, певицы Майя Кригена и Ирена Калсоне, виолончелистка Элеонора Тестелец, пианисты Евгений Рывкин, Нора Новик и Раффи Хараджанян, Петерис Плакидис, скрипач Валдис Зариньш, кларнетисты Гиртс Паже, Интс Далдерис, валторнист Арвид Клишанс.
Умер 15 ноября 2024 года в возрасте 88 лет.

## Награды
- 1978 — Заслуженный артист Латвийской ССР.
- 1986 — Народный артист Латвийской ССР.
- 1996 — Лауреат Большой музыкальной награды Латвии.
- 2006 — Офицер ордена Трёх звёзд[3].